# Tommy Noonan

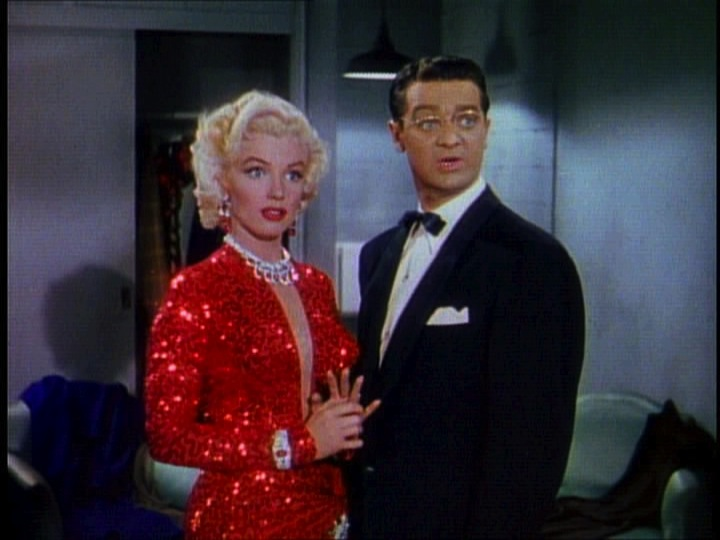
Tommy Noonan cu Marilyn Monroe (1953)

Tommy Noonan (născut Thomas Noon la 29 aprilie 1922 – d. 24 aprilie 1968) a fost un actor american de film.